# Lesben- und Schwulenviertel

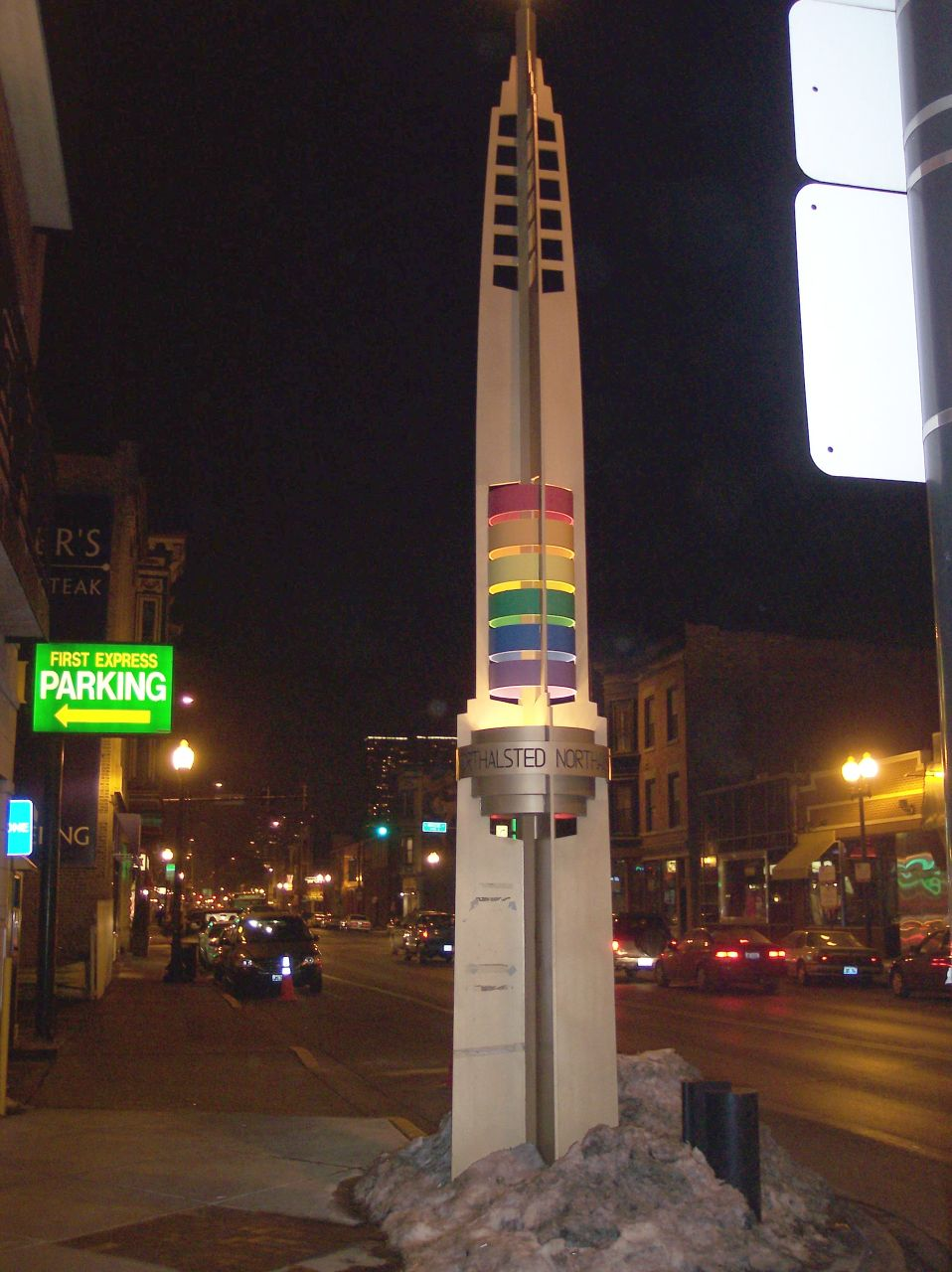
Straßenschmuck im Lesben- und Schwulenviertel von Chicago, mit der Regenbogenfahne als Identifikationselement

Als Lesben- und Schwulenviertel (auch Schwulenviertel; engl.: gay neighborhood, gay village, gayborhood) werden Stadtviertel bezeichnet, die sich durch eine ausgeprägte lesbisch-schwule Subkultur auszeichnen. Typisch sind ein hoher schwuler und lesbischer Bevölkerungsanteil sowie eine auf diese Gruppen ausgerichtete Infrastruktur, wie beispielsweise Bars, Kneipen, Nachtclubs, Saunen, Restaurants, Vereinsräume, Beratungszentren, Buchhandlungen und Videotheken. In der wissenschaftlichen Forschung werden Lesben- und Schwulenviertel insbesondere in Queer Studies und Stadtforschung thematisiert.

## Geschichte

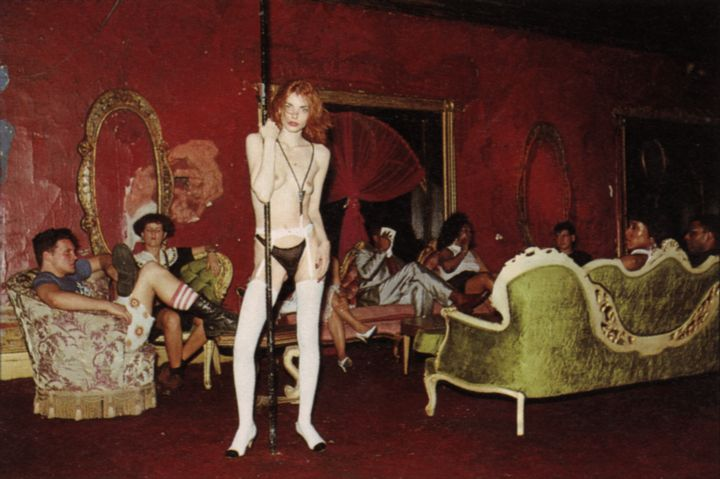
Ende der 1980er Jahre im legendären Nachtclub The World im ehedem auch „Gay village“ genannten New Yorker East Village

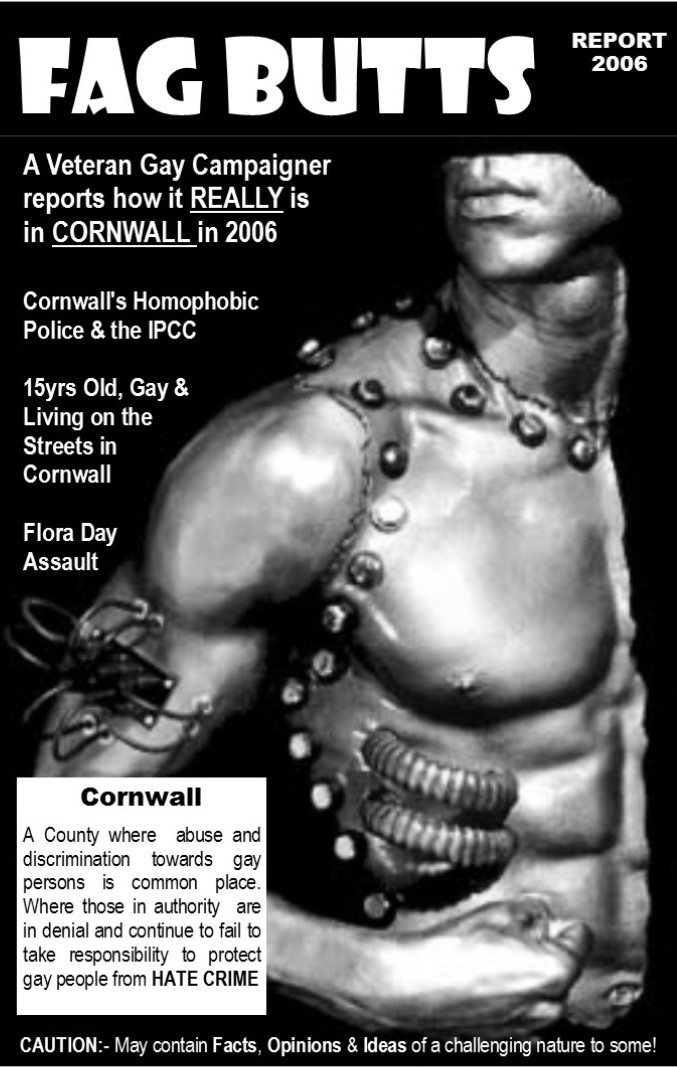
Die Themen einer Publikation der dortigen Gay Community deuten es an: In Cornwall gibt es kein Lesben- und Schwulenviertel.

Lesben- und Schwulenviertel wurden in den westlichen Industriestaaten in der zweiten Hälfte des 20. Jahrhunderts für Ortsfremde als solche erkennbar, entstanden jedoch Jahrzehnte vorher. Vor der Verbreitung der Lesben- und Schwulenbewegung waren solche Gebiete einer breiteren Öffentlichkeit eher unbekannt, oftmals wegen der strafrechtlichen Situation, richteten sich jedoch in Nischen von Großstädten ein. So berichtet der Historiker George Chauncey von der Bowery als eine solche Nische in New York City um die Wende vom 19. zum 20. Jahrhundert, die bis zu den 1920er Jahren durch Harlem und Greenwich Village ersetzt wurde. Auch Marc Stein sagt über Philadelphia aus, dass es Konzentrationen sowohl von Lesben als auch von Schwulen in den 1940ern, -50ern, und -60ern gegeben hat, die zum Teil überlappten, und Wohnraum, kommerziellen Raum, wie auch öffentlichen Raum umfassten.

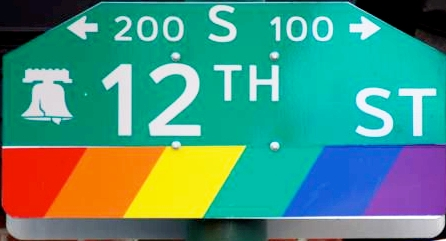
Straßenschild im Lesben- und Schwulenviertel von Philadelphia mit Regenbogen
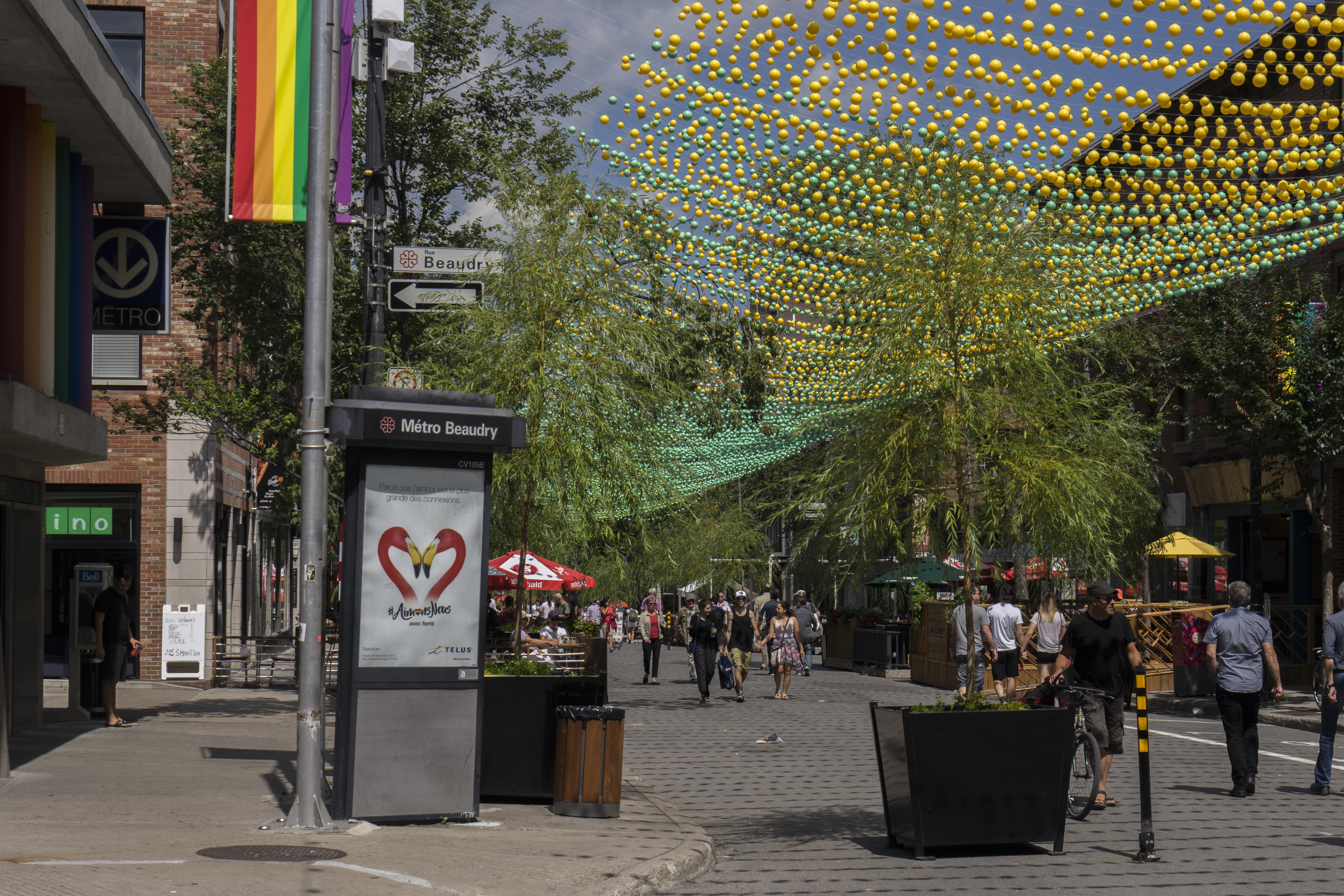
Ausgang des U-Bahnhofs Beaudry im Lesben- und Schwulenviertel von Montreal
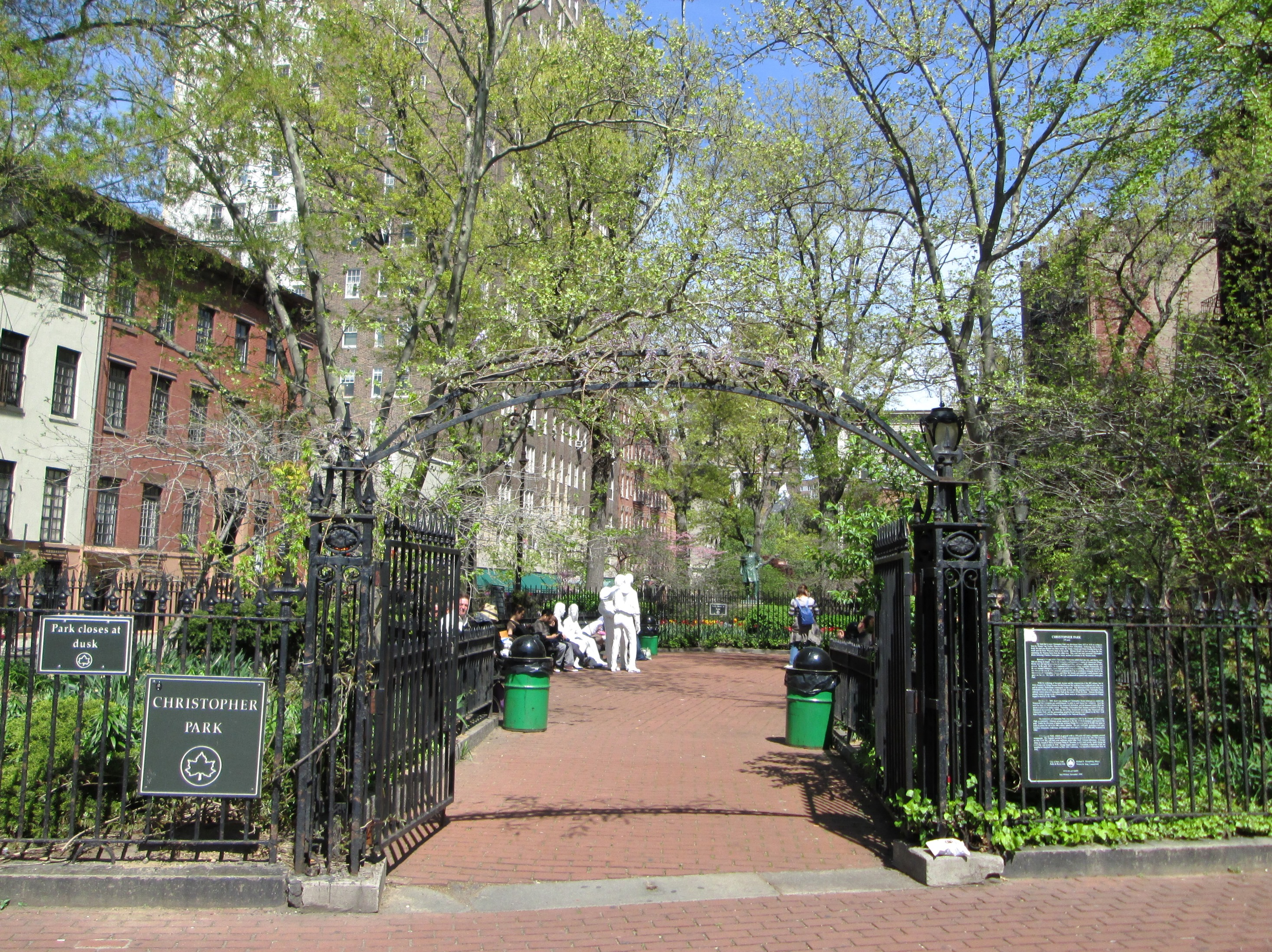
Christopher Park in Greenwich Village mit dem „Gay Liberation Monument“ von George Segal, das an den „Stonewall-Aufstand“ von 1969 erinnern soll.
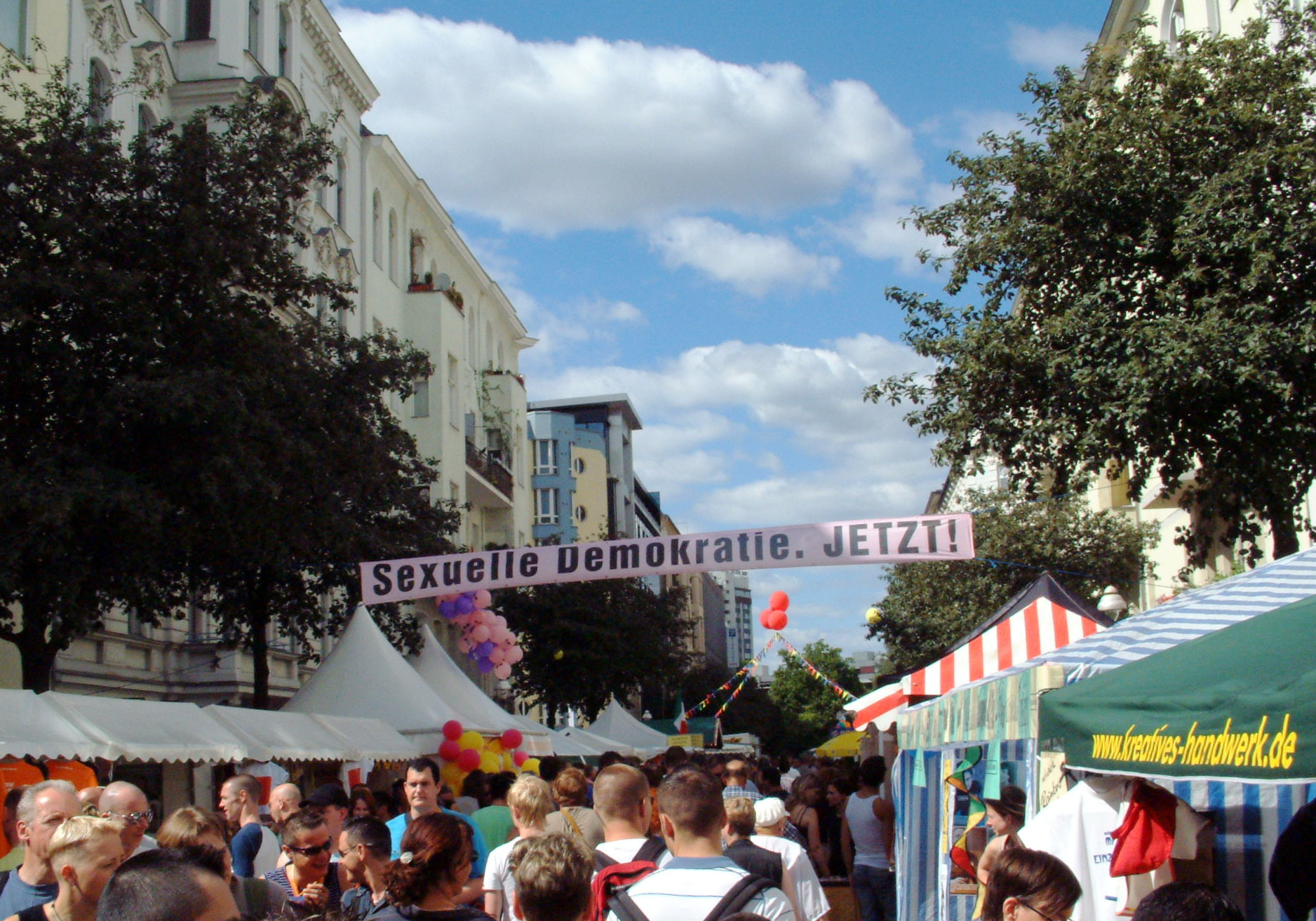
Als ein Treffpunkt schwulen Lebens Berlins literarisch z. B. von Klaus Mann (Der fromme Tanz) und Christopher Isherwood beschrieben: Die Gegend um Nollendorfplatz und Motzstraße